# Ставкирка из Гуля
Ставкирка из Гуля (норв. Gol stavkirke) — каркасная церковь XIII века, одна из 28 сохранившихся деревянных церквей в Норвегии. Изначально была выстроена в коммуне Гуль (Бускеруд), откуда была перевезена в Осло и заново воздвигнута в 1885 году. Один из самых популярных артефактов в Норвежском музее истории культуры. Внутри постройки (куда позволен доступ посетителям музея) сохранились росписи XVII века.

## История
Церковь находится в так называемом Музее под открытым небом (часть публичной экспозиции Норвежского музея истории культуры). Рядом со ставкиркой расположились другие традиционные постройки из коллекции короля Оскара II.
Церковь изначально называлась нюнорск Garðar kirkja и стояла примерно в 500 м к юго-западу от месторасположения нынешней церкви в Гуле. Дата строительства по дендрохронологическому исследованию определяется как 1212 год, хотя имеются более древние детали конструкции, датируемые с 1157 года. Многие детали строения церкви похожи на каркасную церковь в Хегге, возможно, они были построены одним мастером. Первое упоминание существования церкви относятся к 1309 году. Вероятно, она сохраняла изначальный вид до 1600-х годов, с галереей вокруг нефа и хора. В 1694 году была произведена перестройка здания, в частности, были добавлены окна. Около 1730 года была построена галерея на северной стороне нефа, а затем полностью перестроены хоры. В 1802—1803 годах церковь была расширена, галерея вокруг хоров демонтирована, западный портал полностью перестроен.

## Перенос и реконструкция
В конце 1870-х годов муниципалитет Гуля принял решение о строительстве новой церкви, возведение которой закончилось в 1882 году. По практике того времени старые церкви сносились, но Общество по сохранению норвежских культурных памятников сначала попыталось договориться о сохранении церкви на старом месте, а когда это не удалось, выкупило здание церкви за 200 крон при условии, что она будет перемещена после окончания строительства новой церкви. Сначала Общество не знало, куда оно сможет переместить церковь, но затем в 1881 году часть королевского исторического собрания была размещена на полуострове Бюгдёй в Осло. Общество обратилось к королю, указав, что по подписке собрано лишь 387 крон, а полная стоимость переноса церкви — 6500 крон. Король полностью взял на себя расходы по переносу церкви на новое место, и право собственности на церковь перешло к нему.
В марте 1884 года церковь была разобрана и готова к перевозке. В 1885 году была заново воздвигнута по проекту Вальдемера Хансена Перед ним стояла задача вернуть церкви приближённый к изначальному виду облик ставкирки XIII века. Для этого он обратился к ставкирке в Боргунде, как к церкви, сохранившей самый аутентичный вид средневековой норвежской ставкирки и к образу которой в последующее время обращались при реконструкции других церквей. К деталям, скопированным с боргундской церкви, относятся головы драконов на крыше, апсида и крыльцо. Таким образом, современное здание церкви состоит частично из оригинальных частей XII-XIII веков и частично из новых, копирующих облик типичной (по мнению исследователей) деревянной церкви XIII века. Об облике церкви до реконструкции Хансена можно судить по рисунку Йохана Николая Прама (см. иллюстрацию).

## Описание
Церковь построена из сосны по специальной древней технологии, которая позволила многим частям конструкции сохранится до наших дней. Церковь относится к типу мачтовых церквей. В ставкикре из Гуля насчитывается 14 мачт.

### Конструкция
Внешне церковь состоит из 6 ярусов

## Повторения

### Ставкирка в парке развлечений «Epcot» (1988)
В 1982 в составе Disney World, в Орландо, США, открылся тематический парк развлечений Epcot, посвящённый международной культуре, в составе. В 1988 году в составе парковой зоны «Витрина мира» был открыть норвежский павильон, где впервые ставкирка из Гуля была воспроизведена за пределами Норвегии. В норвежском павильоне, декорированном под норвежскую деревню, церковь только внешне напоминает оригинальную постройку, внутри же расположился музей норвежской культуры, которая оказала большое влияние на создателей мультфильма «Холодное сердце».

### Ставкирка в Гуле (1994)
Жители коммуны Гуль выражали сожаление в связи с потерей ставкирки как туристической достопримечательности, а также важного фактора для экономического развития региона. Поэтому в 1994 году было решено воспроизвести церковь на оригинальном месте. Сейчас находится в составе музея под открытым небом «Middelalderparken» вместе с другими копиями средневековых построек. В 1994 году ещё недостроенную церковь пытались поджечь. В 1994 году церковь была освящена при участии принцессы Рангхильды. Внутренне убранство церкви отличается от церкви в Осло, например жители отказались от росписи внутри храма в стиле росписей эпохи Реформации XVII века.

### Ставкирка в Парке скандинавского культурного наследства (2001)
В 1988 году в Майнот, США открылся парк, посвящённый скандинавской культуре, где были представлены достижения пяти скандинавских стран. Помимо остальных норвежских достопримечательностей, здесь была представлена копия ставкирки в Гуле, строительство которой было окончено в 2001 году. Внешне церковь имеет некоторые отличия от оригинальной норвежской церкви. Внутреннее убранство было выполнено по образцу убранства норвежских деревенских церквей. Частично детали были изготовлены в США, частично в Норвегии.

### Ставкирка в Ставйорде (2006)
В 2005 году 73-летний плотник Магнус решил самостоятельно построить у себя в саду копию церкви в Гуле. В ходе строительства было задействовано 1500 метров сосновых досок, для покрытия крыши было использовано 4,200 частиц черепицы. Церковь, 10 метров в высоту, было окончено в 2006 году.
- Тематический парк Epcot, Флорида, США, 1988
- Middelalderparken, Гуль, Норвегия, 1994
- Парк скандинавского культурного наследия, Майнот, США, 2001
- Ставйорд, Норвегия, 2006